# Hernando Alonso de Herrera
Hernando Alonso de Herrera (Talavera de la Reina, Toledo; c. 1460-Salamanca; c. 1527) profesor universitario y humanista español.

## Biografía
Profesor de retórica y gramática en Alcalá (1509-12) y Salamanca (1518-). Discípulo no servil de Antonio de Nebrija, aunque elogió las Introductiones de su maestro discrepó en ocasiones, como en su opúsculo Tres personae: brevis quaedam disputatio de personis nominum, pronominum et participorum adversus Priscianum grammaticum (1496) donde se encaró a Prisciano y le corrigió a propósito de su afirmación de que "todo nominativo está en tercera persona", confesando atreverse incluso "a discutir el asunto con Antonio de Nebrija o con cualquier otro". Pese a sus objeciones, Herrera no se apartó de Nebrija en lo sustancial en su lucha contra los gramáticos bárbaros y en su interés por la transformación en la enseñanza del latín, pieza clave del ideario de Nebrija. Se le conoce sobre todo como autor de una Breve disputa de ocho levadas contra Aristótil y sus secuaces (en latín y español) (Salamanca, Juan de Porras, 1517) auténtica defensa del Humanismo contra la Escolástica fundamentada en las Categorías de Aristóteles, de forma que encabezó el grupo de antiaristotélicos del XVI junto a Juan Núñez de Valencia, Pedro Núñez Vela y Francisco Sánchez "El Escéptico". Leyó y admiró, como su maestro, a Lorenzo Valla, y así compuso una Expositio Laurentii Vallensis de Elegantia Linguae Latinae. Como retórico escribió una versión latina anotada de la Retórica de Jorge de Trebisonda. Combatió los excesos del Nominalismo y prestó apoyo a la lógica del humanismo renacentista.